# Slovenska Bistrica
Slovenska Bistrica (em alemão:  Windisch-Feistritz) é um município da Eslovênia. A sede do município fica na localidade de mesmo nome.